# Trascău

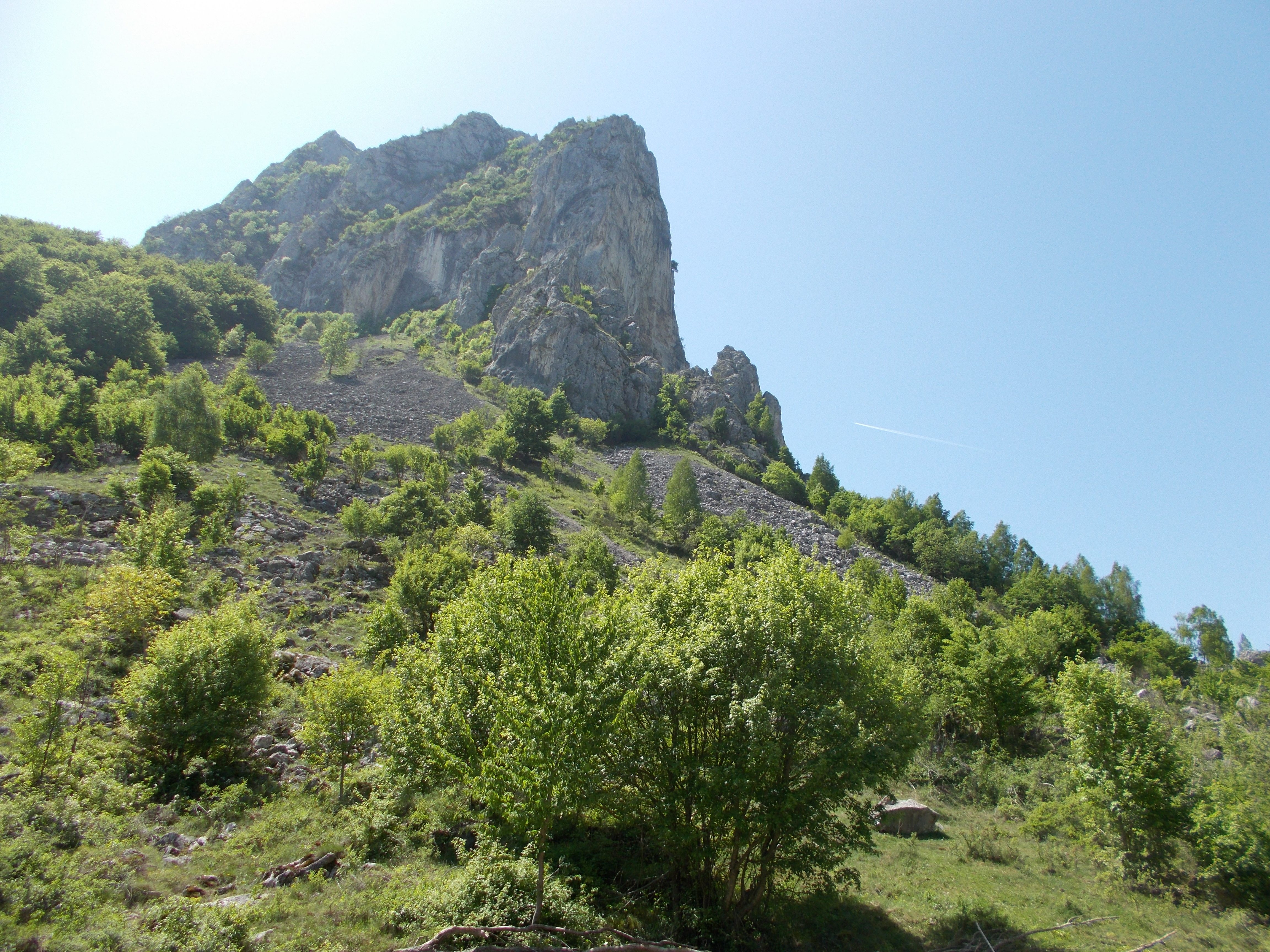
Cheile Mănăstirii

Trascău este o arie protejată (arie specială de conservare — SAC, sit de importanță comunitară — SCI) din România, desemnată în scopul protejării biodiversității și menținerii într-o stare de conservare favorabilă a florei spontane și faunei sălbatice, precum și a habitatelor naturale de interes comunitar aflate în arealul zonei de protecție. Aceasta este situată în vestul Transilvaniei, pe teritoriile județelor Alba (96%) și Cluj (4%).

## Localizare
Aria naturală se întinde în extremitatea nordică a județului Alba (pe teritoriile administrative ale orașelor Aiud și Zlatna și pe cele ale comunelor Bucium, Cricău, Galda de Jos, Ighiu, Întregalde, Livezile, Meteș, Mirăslău, Mogoș, Ocoliș, Ponor, Poșaga, Râmeț, Rimetea, Sălciua și Stremț) și în cea sudică a județului Cluj, pe teritoriile comunelor Băișoara, Iara și Moldovenești. Situl este străbătut de drumul național DN75 care leagă municipiul Turda de orașul Câmpeni.

## Înființare
Instituirea regimului de arie naturală protejată (pe o suprafață de 49.963,5 hectare) pentru situl de importanță comunitară „Trascău” s-a făcut prin Ordinul Ministerului Mediului și Dezvoltării Durabile Nr.1964 din 13 decembrie 2007 (privind instituirea regimului de arie naturală protejată a siturilor de importanță comunitară, ca parte integrantă a rețelei ecologice europene Natura 2000 în România). Situl a fost protejat și ca arie specială de conservare în mai 2022. Acesta se suprapune ariei de protecție specială avifaunistică Munții Trascăului și include rezervațiile naturale: Cheile Ampoiței, Cheile Caprei, Cheile Gălzii, Cheile Geogelului, Cheile Piatra Bălții, Cheile Întregalde, Cheile Vălișoarei, Cheile Mănăstirii, Cheile Pravului, Cheile Tecșeștilor, Cheile Plaiului, Cheile Siloșului, Cheile Râmețului, Cheile Poșăgii, Cheile Runcului, Cheile Pociovaliștei, Cheile Ampoiței, Cheile Găldiței și Turcului, Iezerul Ighiel, Laricetul de la Vidolm, Pârâul Bobii, Pădurea Sloboda, Poienile cu narcise de la Tecșești, Poiana cu narcise de la Negrileasa, Piatra Cetii, Peștera Huda lui Papară, Șesul Craiului - Scărița-Belioara și Vânătările Ponorului.
Situl de importanță comunitară „Trascău” se află în administrarea Grupului de Acțiune Locală Munții Metaliferi, Trascău, Muntele Mare (GAL MMTMM). Unul din obiectivele acestei asociații este cel de reconstrucție ecologică și conservare a biodiversității ariilor naturale protejate din zonă.
Munții Trascului reprezintă unitatea estică a Apusenilor, zonă naturală acoperită în cea mai mare parte cu păduri de conifere, păduri de foioase, păduri de amestec, păduri în tranziție, pajiști alpine, pășuni, terenuri arabile și livezi. Aceasta este încadrată în bioregiunea geografică continentală și alpină a Carpaților Occidentali și are o importanță deosebită în protejarea unor specii de floră spontană arcto-alpină (argințică, foaie-grasă), submediteraneenă (săpunăriță) și carpato-balcanică (garofiță sălbatică) precum și a unor elemente xerofite, mezoxerofitice și termofile. Aria protejată adăpostește și conservă o gamă diversă de faună sălbatică rară.

## Geologie și geomorfologie
Situl acoperă în întregime Munții Trascăului și porțiunea sudică a Muntelui Mare ce cuprinde „Șesul Craiului” situat pe un platou calcaros la peste 1350 m altitudine, pădurea de pe muntele Scărița și abrupturile ce străjuiesc obârșiile văii Belioara (afluent al râului Poșaga).
Aria protejată este delimitată la est și sud-est de râul Mureș și de râul Ampoița în sud. Extremitatea nord și nord-estică este mărginită de Cheile Turului iar cea vestică de valea Ampoiului și râul Galda.

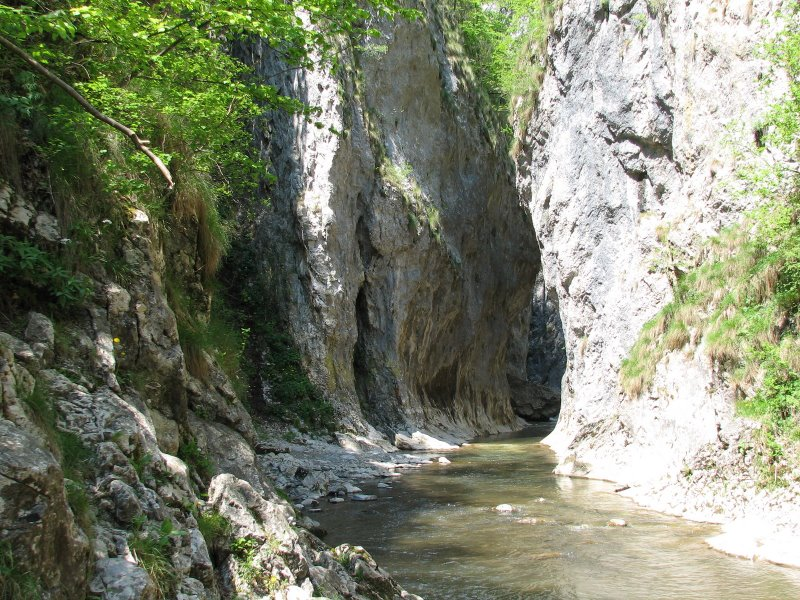
Fenomen carstic de eroziune în valea Râmețului

Din punct de vedere geologic, multiplele procese de eroziune și dizolvare a calcarelor, gipsurilor și sării (provocate de apele subterane și de suprafață) desfășurate de-a lungul timpului au dus la crearea unor forme de relief diverse; atât la suprafața rocilor cât și în interiorul lor; astfel:
Fenomene exocarstice: vârfuri (Dâmbău, Corabia, Ciumerna, Secu, Bebeleu, Pleașa Râmețului), abrupturi cu depozite de grohotișuri la bază, turnuri, masive (Colții Trascăului, Cireșu, Dosul Blidarului, Geamănu, Piatra Grohotișului, Pleașa Râmețului, Secu), creste (Ardoscheia, Fața Pietrii, Fața Râmețului, Piatra Craivii, Prisaca, Galda-Colții Caprii), ciuperci, poduri, cheiuri (Ampoiței, Caprei, Gălzii, Geogelului, Cheile Piatra Bălții, Întregalde, Vălișoarei, Cheile Mănăstirii, Pravului, Tecșeștilor, Plaiului, Siloșului, Râmețului, Runcului, Pociovaliștei, Găldiței, Turcului), defilee (Hășdatelor, Turenilor, Pietroasei, Răchitișului), doline, lapiezuri, uvale, platouri (Ciumerna, Piatra Cetii), depresiuni (Poiana Galdei, Poiana Aiudului, Trascău);
Fenomene endocarstice: peșteri (Gaura lui Stroe, Liliecilor, Poiana Ascunsă, La Tău, Huda lui Papură, Scărița-Belioara, Vânătările Ponorului, Gaura Calului) și avene (Avenul din Piatra Cetii, Avenul de sub Pietruța). 
Aceste forme de relief sunt dezvoltate în cea mai mare parte pe masive calcaroase mezozoice în alternanță cu conglomerate și gresii, roci eruptive (ofiolite întâlnite în defileele Răchitișului, Pietroasei, Hășdatelor, Turenilor și Arieșului - pe porțiunea cuprinsă între localitățile Buru și Moldovenești, Cluj) șisturi cristaline, argile și marne.

## Hidrografie
Apele de suprafață ale sitului aparțin mai multor bazine hidrografice (ce-și au obârșiile în Munții Metaliferi, Munții Bihorului sau Munții Trascăului); astfel: 

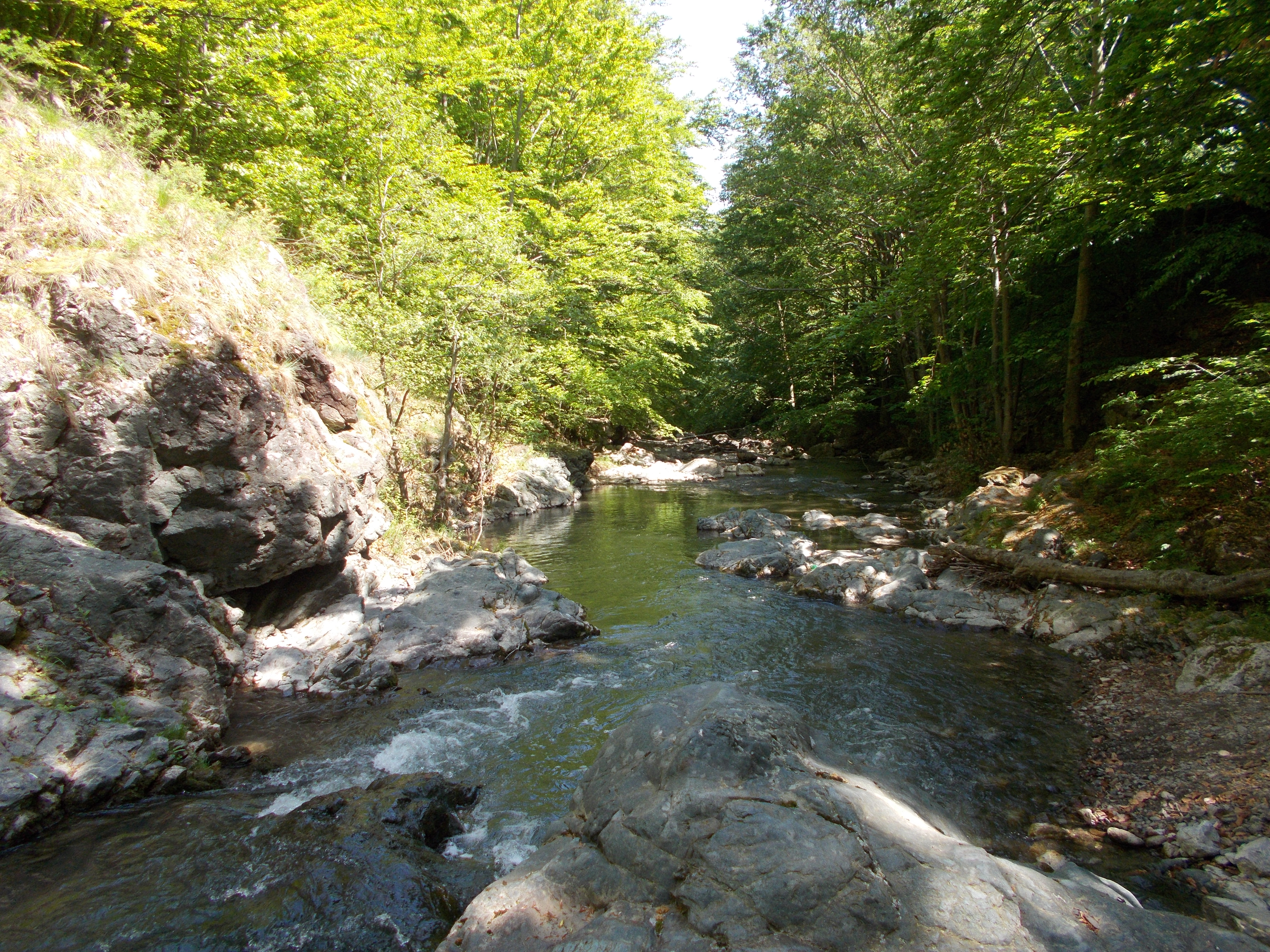
Râul Geoagiu

Bazinului hidrografic al râului Arieș (zona de îzvorâre munții Bihorului) cu afluenții: Hășdate, Poșaga, Ocoliș, Ocolișel, Borzești, Valea Iarăi, Valea Racilor, Vidolm, Pietroasa și râul Valea Morilor cu afluenții săi: Valea Seacă, Valea Poienii și Valea Ponorului; 
Bazinul hidrografic al Ampoiului (ce-și adună apele atât din munții Metaliferi cât și din Trascău) cu afluenți: râurile Ampoița, Bucerdea, Trâmpoiele, râul Galați, Valea Mică, Vâltori, Valea Feneșului.
Celelalte bazine hidrografice aparțin râurilor: Galda (cu afluenții: Găldița, Mlaca, Cricău, Tibru, Valea Ceteii), Gârbova, Aiud, curs de apă cunoscut de localnici sub denumirile de Aiudul de Sus și Vălișoara (cu afluenții: râul Izvoarele, Inzel, Rachiș și Măgina) și Geoagiu (cunoscut în amonte ca Valea Mănăstirii). 
Pe suprafața teritorială a sitului se află două lacuri importante: Tăul Mare (17 ha) și Ighielul (20 ha). Lacul Ighiel (suprapus ariei protejate Iezerul Ighiel) este un lac de baraj natural (format în calcare jurasice pe o bază de roci eruptive) situat pe un platou (Ciumerna) calcaros (cu doline și peșteri) fragmentat de cursurile mai multor văi.

## Climă
Clima este una continental-moderată, în general umedă și rece în zonele înalte, cu interferențe de aer cald tropical în zonele mai joase. 
Precipitațiile atmosferice (zăpadă, lapoviță, grindină, ploaie) sunt cuprinse între 600 mm. (în văile Arieșului și Ampoiului) și 800-900 mm. (în Depresiunea Trascăului), ajungând până la peste 1000 mm. pe masive și creste.
Temperatura medie anuală este cuprinsă între 4 și 5°C în masivele cele mai înalte (Dâmbău, Corabia) și 8-12°C în zona depresionară a Poienii Aiudului.
Pe vârfuri și creste predomină vânturile de vest și nord-vest. Un vânt cald și puternic (vânt de tip foehnal) este semnalat primăvara pe crestele estice, cu extindere în direcția văii Mureșului.

## Biodiversitate
Situl Trascău prezintă o arie naturală cu o diversitate floristică și faunistică ridicată, exprimată atât la nivel de specii cât și la nivel de ecosisteme terestre. 
În arealul sitului au fost identificate 15 tipuri de habitate (prioritare) de interes comunitar ; astfel: Păduri de Larix decidua și/sau Pinus cembra din regiunea montană; Păduri relictare de Pinus sylvestris pe substrat calcaros; Păduri acidofile de Picea abies din regiunea montană; Păduri dacice de stejar; Păduri dacice de stejar și carpen; Păduri de stejar cu carpen de tip Galio-Carpinetum; Păduri de fag de tip Luzulo-Fagetum; Păduri de fag de tip Asperulo-Fagetum; Păduri medio-europene de fag din Cephalanthero-Fagion; Vegetație forestieră panonică cu Quercus pubescens; Tufărișuri alpine și boreale; Pajiști calcifile alpine și subalpine; Pajiști panonice de stâncărie; Grohotișuri calcaroase și de șisturi calcaroase din etajul montan până în cel alpin și Grohotișuri medio-europene calcaroase ale etajelor colinar și montan.

### Faună
La baza desemnării sitului se află mai multe specii de mamifere, păsări, reptile, amfibieni, pești și insecte (enumerate în anexa I-a a Directivei Consiliului European 92/43/CE din 21 mai 1992 - privind conservarea habitatelor naturale și a speciilor de faună și floră sălbatică sau aflate pe lista roșie a IUCN); precum și gamă variată de arbori, arbusti, ierburi și flori.
Mamifere cu specii de: urs brun (Ursus arctos, lup (Canis lupus), cerb (Cervus elaphus), căprioară (Capreolus capreolus), mistreț (Sus scrofa), jder de copac (Martes martes), jder de piatră (Martes foina), râs eurasiatic (Lynx lynx), vulpe roșcată (Vulpes vulpes crucigera), pisică sălbatică (Felis silvestris), nevăstuică (Mustela nivalis), viezure (Meles meles), hermelină (Mustelea erminea), iepure-de-câmp (Lepus europaeus), veveriță (Sciurus carolinensis), pârșul de alun (Muscardinus avellanarius), pârșul mare (Glis glis), liliacul cu aripi lungi (Miniopterus schreibersii),  liliacul cu urechi late (Barbastella barbastellus), liliacul comun (Myotis myotis), liliacul mediteranean cu potcoavă (Rhinolophus euryale), liliacul mare cu potcoavă (Rhinolophus ferrumequinum), liliacul mic cu potcoavă (Rhinolophus hipposideros), liliacul de apă (Myotis daubentonii), liliacul de amurg (Nyctulus noctula); 
Păsări protejate prin Directiva CE 147/CE din 30 noiembrie 2009 și Directiva 79/409/CEE din 2 aprilie 1979 (privind conservarea păsărilor sălbatice): uliu păsărar (Accipiter nisus), fâsă-de-câmp (Anthus campestris), șerpar (Circaetus gallicus), lăstun mare (Apus melba), șoim-de-iarnă (Falco columbarius), șoim călător (Falco peregrinus), șoimul rândunelelor (Falco subbuteo), acvilă de munte (Aquila chrysaetos), acvilă țipătoare mică (Aquila pomarina), cocoșul de mesteacăn (Bonasa bonasia), bufniță (Bubo bubo), barză albă (Ciconia ciconia), barză neagră (Ciconia nigra), erete de stuf (Circus aeruginosus), erete vânăt (Circus cyaneus), pescăruș albastru (Alcedo atthis), erete cenușiu (Circus pygargus), cristei de câmp (Crex crex),  lăstun de casă (Delichon urbica), ciocănitoare de stejar (Dendrocopos medius), ciocănitoare neagră (Dryocopus martius), ciocănitoare cu spatele alb (Dendrocopos leucotos), ciocănitoarea verzuie (Picus canus), muscar-mic (Ficedula parva), rândunică roșcată (Hirundo daurica), sfrâncioc roșiatic (Lanius collurio), ciocârlie-de-pădure (Lullula arborea), presură sură (Miliaria calandra), ciuf-pitic (Otus scops), prigoare (Pernis apivorus) și fluturaș de stâncă (Ptyonoprogne rupestris).
Reptile și amfibieni: năpârcă (Anguis fragilis), șarpele de alun (Coronella austriaca), șarpe de casă (Natrix natrix), șarpele lui Esculap (Zamenis longissimus), șopârla cenușie (Lacerta agilis), șopârla de ziduri (Podarcis muralis), gușter (Lacerta viridis), broasca roșie de pădure (Rana dalmatina), broasca râioasă brună (Bufo bufo), broasca mare de lac (Rana ridibunda), broasca roșie de munte (Rana temporaria), ivorașul-cu-burta-galbenă (Bombina variegata), tritonul cu creastă (Triturus cristatus), tritonul comun transilvănean (Triturus vulgaris ampelensis), sălămâzdră de uscat (Salamandra salamandra salamandra).
Pești din speciile: lipan (Thymallus thymallus), mreană vânătă (Barbus meridionalis petenyi), păstrăv de munte (Salmo trutta fario), scobar (Chondrostoma nasus), clean (Leuciscus cephalus), boiștean (Phoxinus phoxinus) și zglăvoacă (Cottus gobio).
Nevertebrate (cosași, cărăbuși, fluturi): cosașul de munte (Isophya costata), cosașul de munte cu picioare roșii (Odontopodisma rubripes), cosașul lui Stys (Isophya stysi), cosașul transilvan (Pholidoptera transsylvanica), rădașcă (Lucanus cervus), croitorul alpin (Rosalia alpina), fluturele-tigru (Callimorpha quadripunctaria), fluturele de muștar (Leptidea morsei), albilița portocalie (Colias myrmidone), fluturele maturna (Euphydryas maturna), fluturele de stepă (Catopta thrips), fluturele purpuriu (Lycaena dispar) și fluturele de noapte (Eriogaster catax).

### Floră
Flora ariei protejate este una diversă, alcătuită din specii de plante (arbori, arbusti, ierburi și flori) protejate la nivel european prin aceeași Directivă a Consiliului European 92/43/CE din 21 mai 1992 (privind conservarea habitatelor naturale și a speciilor de faună și floră sălbatică). Aceasta este distribuită etajat, în concordanță cu structura geologică, caracteristicile solului, climei sau altitudinii unde vegetează.
Arbori și arbusti: pin de pădure (Pinus sylvestris), molid (Picea abies), zadă (Larix decidua), fag (Fagus sylvatica), stejar, (Quercus robur), gorun (Quercus petraea), cer (Quercus cerris), carpen (Carpinus betulus), mesteacăn (Betula pendula), arțar (Acer platanoides), frasin (Fraxinus excelsior), ulm (Ulmus glabra), paltin de munte (Acer pseudoplatanus), mojdrean (Fraxinus ornus), cireș sălbatic (Cerasus avium), răchită (Salix alba), plop alb (Populus alba), arin negru (Alnus glutinosa), scoruș (Sorbus dacica), păducel (Crataegus monogyna), porumbar (Prunus spinosa), corn (Cornus mas), sânger (Cornus sanguinea), alun (Corylus avellana), ienupăr (Juniperus communes), cununiță (Spiraea chamaedryfolia), soc (Sambucus nigra), măceș (Rosa canina) și mur (Rubus fruticosus). 
Flori și ierburi: floarea-de-colț (Leontopodium alpinum Cass.), crucea voinicului (Hepatica transsilvanica), clopoțel de munte (Campanula alpina), clopoței (Campanula rotundifolia), gâscariță (Arabis alpina), floarea-raiului (Geranium macrorrhizum), piciorul cocoșului (Ranunculus oreophilus), bulbuc de munte (Trollius europaeus), stânjenel siberian (Iris sibirica), buzdugan (Sparganium neglectum), ochiul boului de munte (Aster alpinus), omag (Aconitum moldavicum), vinariță (Asperula odorata), o specie de narcisă (Narcissus stellaris), gușa porumbelului (Silene viridiflora), capul-șarpelui (Echium russicum), aerelul lui Sadler (Ferula sadleriana), stânjenel (Iris gurtleri), șoaldină mare (Sedum maximum), didiței (Pulsatilla montana), alior (Euphorbia amygdaloides), coada racului (Potentilla erecta), mălaiul cucului (Luzula campestris, Luzula luzuloides), frăguță (Fragaria viridis), trifoi alb (Trifolium repens), căldărușă (Aquilegia nigricans ssp. subscaposa), sisinei (Pulsatilla patens), garoafă de munte (Dianthus petraeus ssp. spiculifolius), toporaș galben de munte (Viola biflora), coada-iepurelui (cu specii de: Sesleria heufleriana și Sesleria rigida), ineață (Linum perenne ssp. extraaxillare), in galben (Linum flavum), țăpoșică (Nardus stricta), foaie grasă (Pinguicula alpina), ai sălbatic (Allium obliquum), rugină (Juncus conglomeratus), vulturică (Hieracium tordanum), urzică moartă galbenă (Lamium galbdeolum), iarba mieilor (Festuca ovina), iarba câmpului (Agrostis tenuis), iarbă roșioară (Silene acaulis), firuță (Poa nemoralis), iarba surzilor (Saxifraga paniculata), păiuș roșu (Festuca rubra), iarba vântului (Nardus stricta) și un rogoz din specia Carex sylvatica.

## Vulnerabilitate
Presiunea antropică asupra sitului este una destul de ridicată, atât din cauza creșterii afluxlui de turiști, cât și numărului tot mai mare a caselor de vacanță construite pe suprafața zonei protejate. Vulnerabilitatea ariei naturale se datorează mai multor factori umani; astfel: drumul național DN75 ce străbate situl, turismul necontrolat (campare în locuri neamenajate, poluare cu resturi menajere, zgomot), braconajul, pășunatul la liziera pădurii, exploatările forestiere ilegale ce duc la suprimarea unor habitate, arderea vegetației, distrugerea unor exemplare din flora spontană, capturarea ilegală a unor specii din fauna sălbatică a sitului, extinderea anexelor gospodărești și terenurilor agricole sau practicarea unor sporturi extreme (mașini de teren, ATV-uri, motociclete) ce perturbă fonic arealul.

## Aspecte socio-economice și culturale
Economia zonei este bazată pe industria lemnului (exploatare și prelucrare), agricultură (cultura plantelor și creșterea animalelor), industria minieră și metalurgică (exploatări de dacit, calcar și piatră), comerț (vânzarea produselor agricole, obiecte artizanale și țesături) și turism (agroturism și turism ecologic).
Tradițiile și obiceiurile localnicilor, modul de viață și portul popular, manifestările culturale și religia înscriu arealul în ansamblul particularitților etnice caracteristice Țarii Moților. Meșteșugurile tradiționale (țesutul în război, cojocăritul, rotăritul, căuăcitul, cioplitul pietrei, cibăritul), obiceiurile specifice fiecărui anotimp, ritualurile creștine (botez, nuntă, înmormântare), sărbătorile religioase (Paști, Crăciun, Bobotează, Sângiorz) și cele prilejuite de lucrul câmpului (aratul, semănatul, treieratul) sunt moștenite de la o generație la alta încă din cele mai vechi timpuri.  
Vechile biserici de lemn din Alba și cele din satele clujene, lăcașurile de cult romano-catolic (biserica „Sf. Elisabeta a Ungariei” din Aiud, biserica „Sf. Ioan Nepomuk” din Zlatna) și ortodox (biserica „Adormirea Maicii Domnului” din Zlatna, zidită în stil gotic în anul 1424; biserica „Nașterea Maicii Domnului” - 1754 din Feneș), cetățile medievale (Liteni, Aiud), muzeele (Muzeul cu colecții arheologice din Zlatna, Muzeul de istorie din Aiud, Muzeul de etnografie și folclor) și ariile protejate sunt doar câteva din obiectivele antropice și atracțiile naturale ale turismului românesc din zona Apusenilor.  
Orașul Zlatna găzduiește Festivalul internațional de Film Etnografic (FIFE), eveniment anual ce promovează prin intermediul unor cineaști profesioniști și amatori, valorile culturale și tradițiile naționale ale țărilor participante la festival.
La Aiud se desfășoară anual patru evenimente importante pentru acest ținut: „Art Aiud” Fest (expoziții de fotografie clasică și umoristică, expoziții de caricatură, caricatură în are liber, proiecții video, teatru), manifestare anuală ce cuprinde Festivalul internațional de foto și film și Festivalui internațional de umor; Tabăra internațională de artă plastică „Inter-Art” (sculptură, pictură, grafică, gravură, fotografie, film), Festivalul vinului (simpozioane pe teme viticole, degustări de vinuri, expoziții tematice, concerte) și Festivalul internațional de folclor „Doina Aiudului” desfășurat în scopul promovării dansurilor populare, costumelor și obiceiurilor tradiționale specifice țărilor participante la această serbare culturală

## Monumente și atracții turistice
În vecinătatea sitului se află numeroase obiective (lăcașuri de cult, cetăți, muzee, arii naturale protejate) de interes istoric, cultural și turistic; astfel:

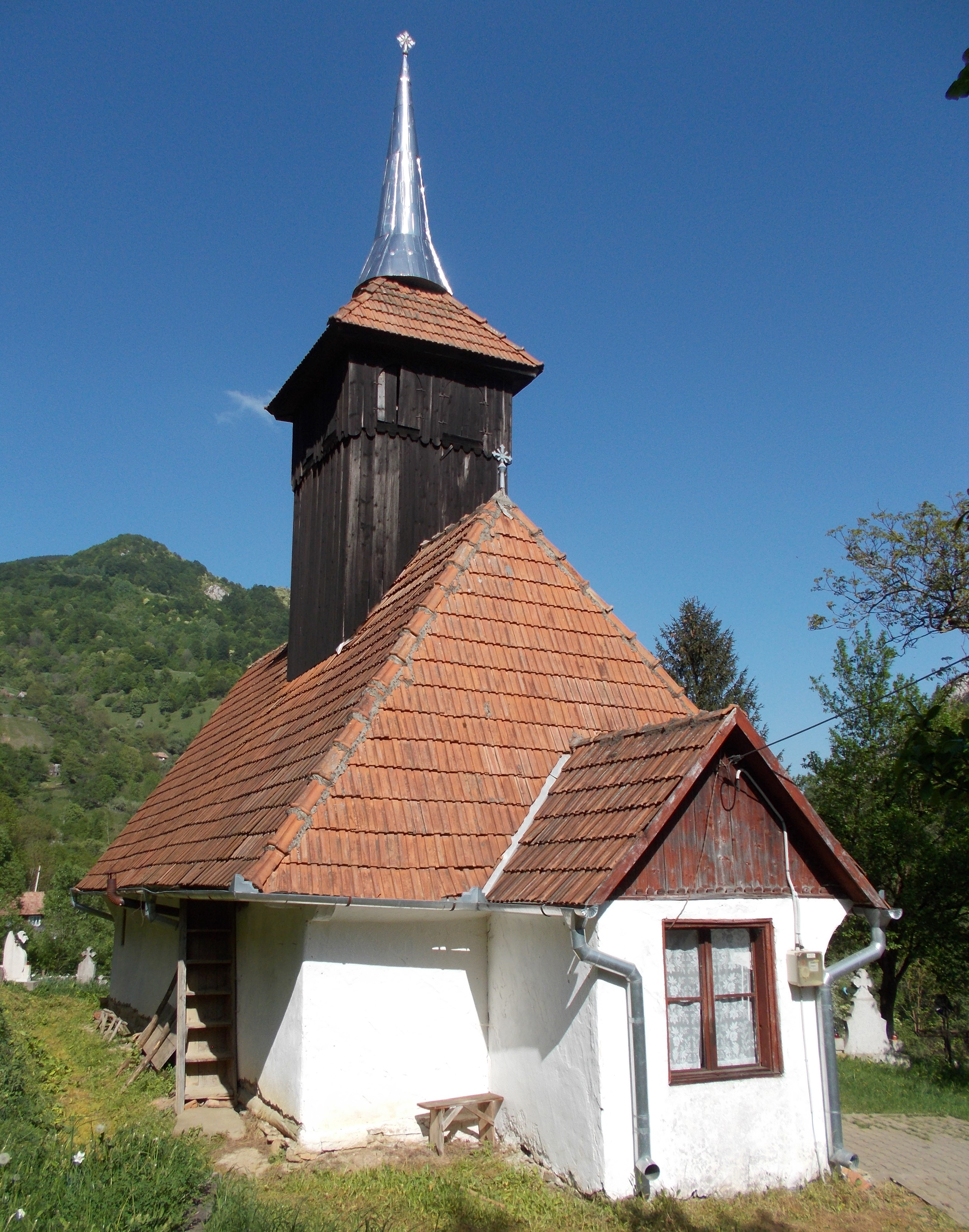
Biserica de lemn din Întregalde

- Biserica "Nașterea Maicii Domnului" din Galda de Jos, construcție 1715, monument istoric (cod LMI AB-II-m-A-00219).
- Biserica Sfinții Arhangheli din Galda de Sus, construcție secolul al XVII-lea, monument istoric (cod LMI AB-II-m-A-00220).
- Biserica reformată (ruine) din Benic, construcție secolul al XIII-lea, monument istoric (cod LMI AB-II-m-B-00185.01).
- Biserica "Cuvioasa Paraschiva" din Mesentea, construcție 1782, monument istoric (cod LMI AB-II-m-A-00252).
- Biserica de lemn "Sf. Arhangheli" din Dealul Geoagiului, construcție 1742, monument istoric (cod LMI AB-II-m-A-00216).
- Biserica de lemn "Sf. Ilie" din Întregalde, construcție 1774, monument istoric (cod LMI AB-II-m-B-00240).
- Biserica "Adormirea Maicii Domnului" din Livezile, construcție 1611, monument istoric (cod LMI AB-II-m-A-00244).
- Biserica de lemn  „Sfinții Arhangheli Mihail și Gavriil” din Ocolișel, construcție 1052, monument istoric ((cod LMI CJ-II-m-B-07728).
- Mănăstirea Râmeț din Valea Mănăstirii, construcție sec. XIV - XVIII, monument istoric (cod LMI AB-II-a-A-00386).
- Biserica "Nașterea Precistei" și "Izvorul Tămăduirii" a mănăstirii Râmeț, construcție secolul al XIV-lea, monument istoric (cod LMI AB-II-m-A-00386.01).
- Schitul "Nașterea Sfântului Ioan Botezătorul" din Livezile.
- Cetatea Trascăului, monument istoric (cod LMI AB-II-m-A-00208).
- Ansamblul Cetății Aiudului (biserica reformată calvină și biserica evanghelică, înconjurate de o incintă fortificată cu nouă turnuri: Turnul măcelarilor, Turnul croitorilor, Turnul cizmarilor, Turnul blănarilor, Turnul dogarilor, Turnul olarilor, Turnul Kalendas, Turnul lăcătușilor fierari și Turnul Porții). Cetatea datează din secolul al XIV-lea și se află pe lista monumentelor istorice (AB-II-a-A-00172).
- Cetatea Liteni  (Cetatea Geczy, Cetatea Lita), cetate medievală construită la 3 km sud-vest de satul Liteni  din județul Cluj pe o stâncă deasupra Văii Iara (monument istoric (cod LMI CJ-I-m-A-07090.01).
- Muzeul etnografic (interior de casă țărănească tradițională cu exponate ce reflectă arta mesteșugărească tradițională) din satul Întregalde.
- Arii protejate: Parcul Natural Apuseni, Valea Ierii (sit Natura 2000).